# 愛知県道103号境政成新田蟹江線

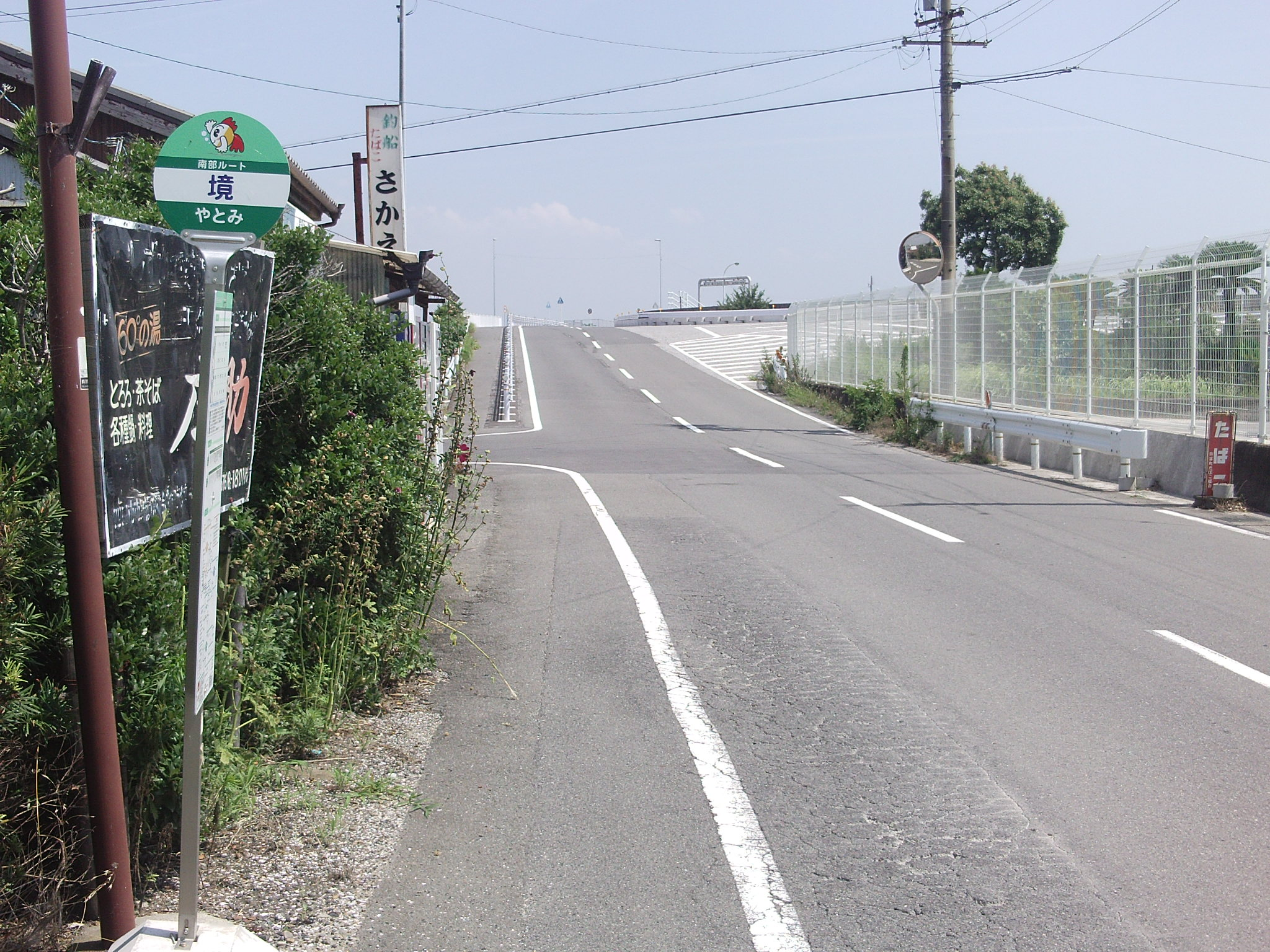
境。境町を起点とする県道だが道路はさらに南の鍋田干拓地にまで及んでいる。

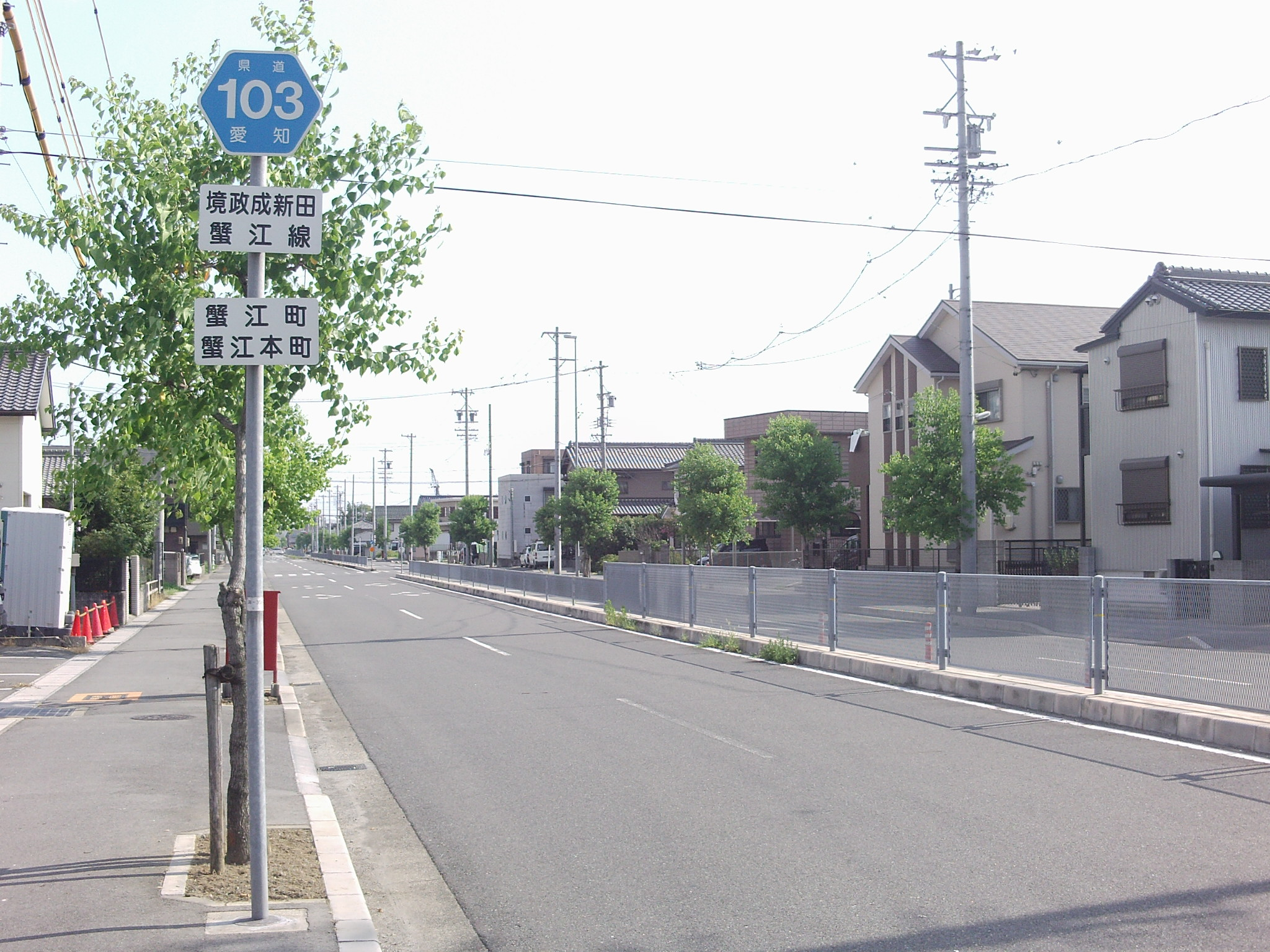
蟹江本町。4車線で整備された蟹江町の都市計画道路である。

愛知県道103号境政成新田蟹江線（あいちけんどう103ごう さかいまさなりしんでんかにえせん）は、愛知県弥富市から愛知県海部郡蟹江町に至る一般県道である。

## 概要

### 路線データ
- 起点：愛知県弥富市境町
- 終点：愛知県海部郡蟹江町須成

## 沿革
- 1959年12月15日 認定

## 地理

### 通過する自治体
- 愛知県
  - 弥富市
  - 海部郡飛島村
  - 海部郡蟹江町
  - 名古屋市（港区）
  - 海部郡蟹江町

### 接続する道路
- 愛知県道105号富島津島線（国道23号富島交差点南方）
- 伊勢湾岸自動車道（弥富木曽岬IC）
- 愛知県道71号名古屋西港線（西尾張中央道）（操出交差点、鍋田交差点 - 西末広交差点で重複）
- 愛知県道104号新政成弥富線（新末広橋東交差点 - 築止橋東交差点で重複）
- 国道23号（名四国道）（竹之郷交差点）
- 愛知県道106号鳥ヶ地名古屋線（東神戸交差点 - 西福田宮ノ切交差点で重複）
- 愛知県道70号名古屋十四山線（善太橋西交差点 - 河合小橋東交差点で重複）
- 愛知県道462号大藤永和停車場線（善太橋西交差点）
- 愛知県道517号蟹江梅之郷線（日光大橋西詰）
- 国道1号（舟入二丁目交差点）

この間北行き一方通行（南行きは西側の103号バイパスまたは東側の町道を利用）
- 愛知県道29号弥富名古屋線（蟹江本町交差点 - 今交差点で重複）
- 愛知県道139号須成七宝稲沢線（蟹江町須成）

### 沿線
- 鍋田干拓地
- 伊勢湾台風殉難之塔
- 楠緑地
- 伊勢湾台風殉難之碑
- 飛島村立飛島中学校
- 飛島村役場
- 蟹江川南緑地
- 桑名三重信用金庫蟹江支店
- 近鉄名古屋線 近鉄蟹江駅
- 三菱UFJ銀行蟹江支店
- 蟹江郵便局